# Trần Tiểu Giang
Trần Tiểu Giang (tiếng Trung: 陈小江, bính âm Hán ngữ: Táng Rén Jiàn, sinh tháng 6 năm 1962) là người Hán, chính trị gia nước Cộng hòa Nhân dân Trung Hoa. Ông là Ủy viên Ủy ban Trung ương Đảng Cộng sản Trung Quốc khóa XX, hiện là Phó Bộ trưởng thường vụ Bộ Công tác Mặt trận Thống nhất Trung ương. Ông nguyên là Bí thư Đảng tổ, Chủ nhiệm Ủy ban Sự vụ dân tộc Quốc gia; Phó Bí thư Ủy ban Kiểm tra Kỷ luật Trung ương Đảng Cộng sản Trung Quốc, Phó Chủ nhiệm Uỷ ban Giám sát Nhà nước Trung Quốc, Phó Bộ trưởng Bộ Giám sát Trung Quốc; Thường vụ Tỉnh ủy, Bí thư Ủy ban Kiểm tra Kỷ luật Tỉnh ủy Liêu Ninh; Bí thư Đàng tổ, Chủ nhiệm Ủy ban Thủy lợi Hoàng Hà.
Trần Tiểu Giang là Đảng viên Đảng Cộng sản Trung Quốc, học vị Cử nhân Tự động hóa điện lực, Biên tập viên cao cấp, Học giả lĩnh vực thủy lợi. Ông có sự nghiệp công tác nhiều năm trong lĩnh vực thủy lợi trước khi được điều chuyển sang các ngành khác.

## Xuất thân và giáo dục
Trần Tiểu Giang sinh tháng 6 năm 1962 tại huyện Long Du thuộc địa cấp thị Cù Châu, tỉnh Chiết Giang, Cộng hòa Nhân dân Trung Hoa. Ông lớn lên và theo học phổ thông tại quê nhà. Tháng 9 năm 1980, ông tới thành phố Vũ Hán, tỉnh Hồ Bắc, trúng tuyển và theo học chuyên ngành Tự động hóa điện lực tại Khoa Kỹ thuật điện lực, Học viện Điện lực Thủy lợi Vũ Hán (武汉水利电力学院). Trong quá trình học, vào tháng 1 năm 1983, ông được kết nạp Đảng Cộng sản Trung Quốc, đến năm 1984, tốt nghiệp Cử nhân Tự động hóa điện lực.
Từ tháng 11 năm 1993 đến tháng 1 năm 1994, ông theo học lớp cán bộ thanh niên của Bộ Thủy lợi. Giai đoạn tháng 3 đến tháng 6 năm 2015, ông tham gia học chuyên đề nâng cao hệ thống lý luận về chủ nghĩa xã hội đặc sắc Trung Quốc dành cho cán bộ cấp tỉnh, cấp bộ của Trường Đảng Trung ương Đảng Cộng sản Trung Quốc.

## Sự nghiệp

### Thời kỳ đầu
Tháng 8 năm 1984, Trần Tiểu Giang tốt nghiệp đại học, bắt đầu sự nghiệp, được tuyển dụng làm Biên tập viên của Báo Điện lực Trung Quốc (中国电力报). Tháng 12 năm 1986, ông Phó Chủ nhiệm Phòng Tổng biên, Văn phòng biên tập của Báo Điện lực Thủy lợi Trung Quốc, là Chủ nhiệm Phòng Tổng biên của Báo Thủy lợi Trung Quốc vào năm 1989. Tháng 8 năm 1983, ông được bổ nhiệm làm Tổng Biên tập Báo Thủy lợi Trung Quốc, một báo chí trực thuộc Bộ Thủy lợi, cấp phó cục. Ông cũng kiêm nhiệm vị trí Xã trưởng Báo Thủy lợi năm 1995, được bầu làm Bí thư Đảng ủy Báo năm 1996, quản lý toàn bộ nguồn Báo Thủy lợi.
Tháng 9 năm 1998, Trần Tiểu Giang được bầu làm Phó Bí thư thường vụ của Đảng ủy Cơ quan trực thuộc Bộ Thủy lợi, Bí thư Đảng ủy, Xã trưởng Báo Thủy lợi, chức vụ cấp phó địa – phó sảnh. Đến tháng 3 năm 2008, ông được bổ nhiệm làm Chủ nhiệm Sảnh Văn phòng Bộ Thủy lợi, là Ủy viên Đảng tổ Bộ vào tháng 1 năm 2009. Tháng 3 năm 2011, ông trở thành Bí thư Đảng ủy, Chủ nhiệm Ủy ban Thủy lợi Hoàng Hà cấp phó tỉnh – phó bộ, phụ trách nguồn nước và tiến trình dòng chảy, vận dụng sông Hoàng Hà, sông đặc biệt quan trọng của Trung Quốc.

### Tổ chức địa phương
Cam Túc: tháng 11 năm 2000, Trần Tiểu Giang được điều tới tỉnh Cam Túc, nhậm chức Phó Thư ký trưởng Chính phủ Nhân dân tỉnh Cam Túc rồi kiêm nhiệm Chủ nhiệm Sảnh Văn phòng Chính phủ tỉnh vào tháng 2 năm 2003. Ông công tác ở Cam Túc những năm 2001 – 2008, phụ tá cho các Tỉnh trưởng Lục Hạo (2001 – 2006), Từ Thủ Thịnh (2006 – 2008). Bên cạnh đó, vừa công tác địa phương, vừa giữ chức vụ lãnh đạo Báo Thủy lợi, Phó Bí thư Đảng ủy Cơ quan trực thuộc Bộ Thủy lợi.
Liêu Ninh: tháng 4 năm 2016, Trần Tiểu Giang được điều chuyển về tỉnh Liêu Ninh, nhậm chức Thường vụ Tỉnh ủy, Bí thư Ủy ban Kiểm tra Kỷ luật Tỉnh ủy Liêu Ninh. Ông chỉ công tác một năm ở Liêu Ninh, trong giai đoạn chuyển giao vị trí, hỗ trợ Bí thư Liêu Ninh Lý Hi.

### Tổ chức Trung ương

#### Điều chuyển
Tháng 7 năm 2015, Trần Tiểu Giang được Trung ương điều chuyển, giữ chức Bộ trưởng Bộ Tuyên truyền của Ủy ban Kiểm tra Kỷ luật Trung ương Đảng Cộng sản Trung Quốc, chức vụ cấp phó tỉnh – phó bộ. Đến tháng 4 năm 2017, Tổng lý Quốc vụ viện Lý Khắc Cường quyết định bổ nhiệm ông làm Phó Bộ trưởng Bộ Giám sát Trung Quốc, đến tháng 10 cùng năm, ông được bầu làm Phó Bí thư Ủy ban Kiểm tra Kỷ luật Trung ương. Tháng 3 năm 2018, Bộ Giám sát được Nhân Đại quyết định giải thể, thành lập Uỷ ban Giám sát Nhà nước Trung Quốc, Trần Tiểu Giang được điều sang làm Phó Chủ nhiệm Ủy ban Giám sát Nhà nước, phụ tá Chủ nhiệm Dương Hiểu Độ. Thời gian này, ông cũng là thành viên của Tiểu tổ Lãnh đạo công tác tổ chức Thế vận hội Mùa đông 2022.

#### Ủy ban Sự vụ dân tộc
Tháng 12 năm 2020, Trung ương quyết định bổ nhiệm Trần Tiểu Giang làm Phó Bộ trưởng Bộ Công tác Mặt trận Thống nhất Trung ương và Bí thư Đảng tổ Ủy ban Sự vụ Quốc gia, bước vào vị trí lãnh đạo. Ngày 26 tháng 12 năm 2020, Ủy ban thường vụ Nhân Đại Trung Hoa đã phê chuẩn bổ nhiệm ông làm Chủ nhiệm Ủy ban Sự vụ dân tộc Quốc gia Trung Quốc, cấp chính tỉnh – chính bộ, tức bộ trưởng, chịu trách nhiệm chính trong chính sách dân tộc của, nghiên cứu lý luận dân tộc cho 56 dân tộc Trung Hoa. Trần Tiểu Giang trở thành người Hán đầu tiên nhậm chức lãnh đạo Ủy ban Sự vụ dân tộc Quốc gia Trung Hoa sau 66 năm hoạt động của cơ quan từ năm 1954. Trước đó, cơ quan được thành lập năm 1949 với tên gọi là Ủy ban Sự vụ dân tộc Chính phủ Nhân dân Trung ương, lãnh đạo bởi Lý Duy Hán, đổi tên thành Ủy ban Sự vụ dân tộc Trung Hoa năm 1954 rồi Ủy ban Sự vụ dân tộc Quốc gia Trung Hoa từ 1978, đều được lãnh đạo bởi người dân tộc thiểu số. Ngày 11 tháng 2 năm 2022, ông được điều chuyển làm Phó Bộ trưởng thường vụ Bộ Thống Chiến, được miễn nhiệm vị trí Chủ nhiệm Ủy ban Sự vụ dân tộc vào ngày 24 tháng 6 cùng năm. Cuối năm 2022, ông tham gia Đại hội Đảng Cộng sản Trung Quốc lần thứ XX từ đoàn đại biểu khối cơ quan trung ương Đảng và Nhà nước. Trong quá trình bầu cử tại đại hội, ông được bầu là Ủy viên Ủy ban Trung ương Đảng Cộng sản Trung Quốc khóa XX.